# Singara (bướm đêm)
Singara  là một chi bướm đêm thuộc họ Noctuidae.